# Liste der Baudenkmäler in Gräfendorf
Auf dieser Seite sind die Baudenkmäler in der unterfränkischen Gemeinde Gräfendorf zusammengestellt. Diese Tabelle ist eine Teilliste der Liste der Baudenkmäler in Bayern. Grundlage ist die Bayerische Denkmalliste, die auf Basis des Bayerischen Denkmalschutzgesetzes vom 1. Oktober 1973 erstmals erstellt wurde und seither durch das Bayerische Landesamt für Denkmalpflege geführt wird. Die folgenden Angaben ersetzen nicht die rechtsverbindliche Auskunft der Denkmalschutzbehörde.

## Reichsautobahn Strecke 46
| Lage                      | Objekt                                                                            | Beschreibung | Akten-Nr.              | Bild           |
| ------------------------- | --------------------------------------------------------------------------------- | --- | ---------------------- | -------------- |
| Weidungswiesen (Standort) | Autobahnbrücke, Brückenpfeiler der nie fertiggestellten Reichsautobahn-Strecke 46 | Langgestrecktes scheibenförmiges Bauwerk mit abgerundeten Ecken, Stahlbeton mit rustizierter Rotsandsteinverkleidung, 1937–39 | D-6-77-133-75 Wikidata | weitere Bilder |

## Baudenkmäler nach Gemeindeteilen

### Gräfendorf
| Lage                              | Objekt                                                                 | Beschreibung | Akten-Nr.              | Bild           |
| --------------------------------- | ---------------------------------------------------------------------- | --- | ---------------------- | -------------- |
| Am Bahnhof 1 (Standort)           | Sühnekreuz                                                             | Mit später angebrachter Hinweistafel, Sandstein, angeblich 1525, marmorne Hinweistafel, zweite Hälfte 19. Jahrhundert | D-6-77-133-21 Wikidata | BW             |
| Burgsinner Straße (Standort)      | Bildstock                                                              | Postament mit Volutensäule und Reliefaufsatz Heiliger Sebastian, Pietà, Heiliger Valentin, Heiliger Petrus und Heiliger Georg sowie Kreuzbekrönung, Sandstein, barock, 18. Jahrhundert, Pfeiler erneuert                                                                   | D-6-77-133-8 Wikidata  | weitere Bilder |
| Burgsinner Straße 2, 4 (Standort) | Ehemaliges Forstamt des Juliusspitals zu Würzburg, dann Mühle          | Zweigeschossiger Satteldachbau mit Volutengiebeln, Putzfassade mit Werksteingliederungen, Spätrenaissance, bezeichnet „1659“ | D-6-77-133-14 Wikidata | weitere Bilder |
| Burgsinner Straße 4 (Standort)    | Brücke                                                                 | Dreibogige Brücke über die Schondra, Sandsteinquader, im Kern 18. Jahrhundert | D-6-77-133-22 Wikidata | BW             |
| Burgsinner Straße 4 (Standort)    | Sankt-Nepomuk-Statue                                                   | Verkröpfter Inschriftsockel mit Sankt-Nepomuk-Figur, Sandstein, barock, bezeichnet „1750“ | D-6-77-133-22 Wikidata | weitere Bilder |
| Burgsinner Straße 9 (Standort)    | Türsturz                                                               | Rundbogige Kellertür, Sandstein, bezeichnet „1812“ | D-6-77-133-13 Wikidata | BW             |
| Burgsinner Straße 15 (Standort)   | Türsturz                                                               | Kellertür mit Rundbogen, Sandstein, bezeichnet „1620“ | D-6-77-133-11 Wikidata | BW             |
| Burgsinner Straße 18 (Standort)   | Türsturz                                                               | Rundbogige Kellertür, Sandstein, bezeichnet „1807“ | D-6-77-133-12 Wikidata | BW             |
| Eidenbacher Weg 4 (Standort)      | Türsturz                                                               | Sandstein, bez. 1858 | D-6-77-133-17 Wikidata | BW             |
| Hauptstraße 2 (Standort)          | Wohnhaus                                                               | Zweigeschossiges giebelständiges Fachwerkhaus mit Halbwalmdach, spätes 18. Jahrhundert | D-6-77-133-5 Wikidata  | weitere Bilder |
| Hauptstraße 2 (Standort)          | Einfriedung                                                            | Gartenummauerung mit Sandsteinbauteilen des 18. Jahrhunderts | D-6-77-133-5 Wikidata  | weitere Bilder |
| Hauptstraße 4 (Standort)          | Wohnhaus                                                               | Zweigeschossiger traufständiger Halbwalmdachbau mit Fachwerkobergeschoss, frühes 19. Jahrhundert | D-6-77-133-6 Wikidata  | weitere Bilder |
| Hauptstraße 8 (Standort)          | Türsturz                                                               | Sandstein, bezeichnet „1835“ | D-6-77-133-19 Wikidata | BW             |
| Hauptstraße 11 (Standort)         | Friedhofsbefestigung                                                   | Stützmauer mit Resten von Torpfeilern oder eines Torbogens mit profiliertem Sockel, Sandstein, 18. Jahrhundert; Torso eines Kruzifixes, 18. Jahrhundert, eingemauert; Grabdenkmäler, 19./20. Jahrhundert                                                                   | D-6-77-133-3 Wikidata  | BW             |
| Hauptstraße 11 (Standort)         | Torso eines Kruzifixes                                                 | 18. Jahrhundert, eingemauert | D-6-77-133-3 Wikidata  | BW             |
| Hauptstraße 11 (Standort)         | Grabdenkmäler                                                          | 19./20. Jahrhundert | D-6-77-133-3 Wikidata  | BW             |
| Hauptstraße 34 (Standort)         | Wohnhaus                                                               | Eingeschossiges verputztes Fachwerkhaus mit giebelständigem Satteldach über Kellersockel mit Freitreppe, 18. Jahrhundert | D-6-77-133-18 Wikidata | BW             |
| Hauptstraße 35 (Standort)         | Wohnhaus                                                               | Eingeschossiges Fachwerkhaus mit Satteldach in Ecklage, 18. Jahrhundert | D-6-77-133-15 Wikidata | BW             |
| Nähe Hauptstraße (Standort)       | Keller                                                                 | Kellertür mit abgefastem Sandsteinbogen und Eckquader mit Hochwassermarke von 1763, Sandstein, 18. Jahrhundert | D-6-77-133-7 Wikidata  | weitere Bilder |
| Nähe Hauptstraße (Standort)       | Maßwerkfragment, vermutlich von der vor 1867 abgebrochenen Pfarrkirche | Sandstein, gotisch, 15. Jahrhundert | D-6-77-133-7 Wikidata  | BW             |
| Nähe Hauptstraße (Standort)       | Bildstockfragment im Haus                                              | | D-6-77-133-7 Wikidata  | BW             |
| Kirchweg 6 (Standort)             | Prozessionsaltar                                                       | Stipes mit rundbogigem Tabernakelaufsatz mit zwei profilierten Pfeilern und Reliefretabel Heiliger Sebastian, Kreuzigungsgruppe, Heilige Anna(?) (Abguss), Bekrönung durch Figur des heiligen Georg, Sandstein, 18. Jahrhundert, Stipes wohl um 1920                       | D-6-77-133-24 Wikidata | BW             |
| Nähe Neuer Weg (Standort)         | Ehemalige katholische Pfarrkirche heiliger Schutzengel                 | Saalkirche mit eingezogenem Dreiseitchor, Satteldach und schwach vortretendem Fassadenturm mit Spitzhelm, Putzmauerwerk mit Sandsteingliederungen, neuromanisch, 1867–70; mit Ausstattung; Entweihung 1967; Rahmenfüllungstür, Holz und Glas, gotisierend, 19. Jahrhundert | D-6-77-133-2 Wikidata  | weitere Bilder |
| Neuer Weg 9 (Standort)            | Bildstock                                                              | Sockelplatte mit profiliertem Pfeiler und Reliefaufsatz Heiliger Valentin, Pietà, Heiliger Sebastian sowie Kreuzbekrönung, Sandstein, barock, bezeichnet „1715“ | D-6-77-133-10 Wikidata | BW             |
| Raiffeisenstraße 2 (Standort)     | Gefallenendenkmal für die Gefallenen der beiden Weltkriege             | Stufensockel mit rechteckig gemauertem Pfeiler und Figur eines tödlich verwundeten Löwen, Kalkstein, neoklassizistisch, zweites Viertel 20. Jahrhundert, bronzene Inschriftplatte nach 1945                                                                                | D-6-77-133-23 Wikidata | BW             |
| Seemühle 1 (Standort)             | Seemühle                                                               | Zweigeschossiges Fachwerkhaus mit Satteldach, im Kern wohl 17. Jahrhundert, Umbau erstes Viertel 19. Jahrhundert | D-6-77-133-20 Wikidata | BW             |
| Seemühle 1 (Standort)             | Nebengebäude                                                           | Mit altem Mahlwerk, Mühlrad und Backofen | D-6-77-133-20 Wikidata | BW             |

### Eidenbacherhof
| Lage                       | Objekt   | Beschreibung                                             | Akten-Nr.              | Bild |
| -------------------------- | -------- | -------------------------------------------------------- | ---------------------- | ---- |
| Eidenbacher Weg (Standort) | Wegkreuz | Inschriftsockel mit Kruzifix, Sandstein, bezeichnet 1833 | D-6-77-133-25 Wikidata | BW   |

### Michelau an der Saale
| Lage                                                 | Objekt                                     | Beschreibung | Akten-Nr.              | Bild |
| ---------------------------------------------------- | ------------------------------------------ | --- | ---------------------- | ---- |
| An der Saale 5; Nähe An der Saale (Standort)         | Kreuz                                      | Inschriftsockel mit Kruzifix, Sandstein, barock, bezeichnet „1733“ | D-6-77-133-31 Wikidata | BW   |
| Bahnlinie Gemünden (Main) - Bad Kissingen (Standort) | Wegkapelle                                 | Kleiner gewölbter Flachsatteldachbau mit kreuzbekrönter Sandsteinfassade sowie profilierter Rundbogenöffnung mit Holzgittertür, eingestellter Altar mit Reliefretabel Ecce homo (ehemaliger Bildstockaufsatz), Sandsteinrelief bezeichnet „1673“, Kapelle im Rundbogenstil bezeichnet „1849“ | D-6-77-133-34          | BW   |
| Büdeläcker; Lehmertsellern (Standort)                | Wegkapelle                                 | Kleiner verputzter Satteldachbau mit Korbbogenöffnung und Holzgittertür sowie Altar mit Reliefretabel Kreuzigungsgruppe, Sandsteinrelief bezeichnet „1739“, Kapelle bezeichnet „1931“ | D-6-77-133-35 Wikidata | BW   |
| Kirchstraße 1 (Standort)                             | Katholische Filialkirche Sankt Martin      | Saalkirche mit eingezogenem Dreiseitchor und Satteldach sowie Blendfassade mit Schweifgiebel und Giebelreiter mit Zwiebelhaube, Putzmauerwerk mit geohrten Sandsteinrahmungen, Rokoko, bezeichnet „1765“; mit Ausstattung                                                                    | D-6-77-133-26 Wikidata | BW   |
| Kirchstraße 1 (Standort)                             | Kirchhofmauer                              | Bruchstein, 18. Jahrhundert | D-6-77-133-26 Wikidata | BW   |
| Kirchstraße 6 (Standort)                             | Prozessionsaltar                           | Große Bildnische mit Altar und Reliefretabel Kreuzigungsgruppe sowie Korbbogen mit Kreuzbekrönung über Engelskonsolen, Sandstein, barock, bezeichnet „1739“ | D-6-77-133-28 Wikidata | BW   |
| Kirchstraße 8 (Standort)                             | Bauernhof, Bauernhaus                      | Eingeschossiges Zierfachwerkhaus mit Satteldach und Zwerchhaus über hohem Kellersockel, 18. Jahrhundert | D-6-77-133-27 Wikidata | BW   |
| Kirchstraße 8 (Standort)                             | Bauernhof, Scheune                         | Großer Satteldachbau mit reichem Zierfachwerkobergeschoss über Sandstein-Erdgeschoss, 17./18. Jahrhundert | D-6-77-133-27 Wikidata | BW   |
| Kirchstraße 8 (Standort)                             | Bauernhof, Nebengebäude                    | Zweigeschossiger Satteldachbau mit reichem Zierfachwerkobergeschoss über Sandstein-Erdgeschoss, 17./18. Jh. | D-6-77-133-27 Wikidata | BW   |
| Kirchstraße 12 (Standort)                            | Bauernhaus                                 | Eingeschossiges verputztes Zierfachwerkhaus mit Satteldach über hohem Kellersockel in Ecklage, bezeichnet „1756“ | D-6-77-133-29 Wikidata | BW   |
| Morlesauer Weg; Weinberg (Standort)                  | Bildstock                                  | Inschriftpfeiler auf Felsen mit kreuzbekröntem Reliefaufsatz Kreuzigungsgruppe mit Cherub und Weintrauben, Sandstein, barock, bezeichnet „1715“ | D-6-77-133-33 Wikidata | BW   |
| Nähe Am Berg (Standort)                              | Friedhof, Friedhofsmauer mit Pfeilerportal | Bruchstein, um 1800 | D-6-77-133-32 Wikidata | BW   |
| Nähe Am Berg (Standort)                              | Friedhofskreuz                             | Inschriftsockel mit Kruzifix, Sandstein, barock, bezeichnet „1716“ | D-6-77-133-32 Wikidata | BW   |
| Nähe Kirchstraße (Standort)                          | Prozessionsaltar                           | Breiter Tischsockel mit rundbogigem Tabernakelaufsatz und Kreuzbekrönung, Reliefretabel Immaculata, Sandstein, bezeichnet „1797“, verändert | D-6-77-133-30 Wikidata | BW   |

### Schonderfeld
| Lage                       | Objekt                                    | Beschreibung | Akten-Nr.              | Bild           |
| -------------------------- | ----------------------------------------- | --- | ---------------------- | -------------- |
| Gummaweg (Standort)        | Mariensäule                               | Tischsockel mit konischem Achteckpfeiler und Madonnenfigur, Sandstein, historisierend, erste Hälfte 19. Jahrhundert, teilweise erneuert                                                                                         | D-6-77-133-44 Wikidata | BW             |
| In Schonderfeld (Standort) | Friedhof, Friedhofskreuz                  | , Tischsockel mit Kruzifix und Relief Adamsschädel, Sandstein, frühes 19. Jahrhundert | D-6-77-133-37 Wikidata | BW             |
| In Schonderfeld (Standort) | Friedhof, Grabmal                         | Handwerkliche Arbeit in Form eines Kleeblattkreuzes über herzförmigem Sockel mit Inschrift und symbolhafter Darstellung der Wundmale Christi sowie des Sieges über den Tod, barock, bezeichnet „1755“                           | D-6-77-133-37 Wikidata | BW             |
| In Schonderfeld (Standort) | Prozessionsaltar                          | Gekehlte Altarplatte mit Rundbogennische in Böschungsmauer eingelassen, Sandstein, 19. Jahrhundert | D-6-77-133-41 Wikidata | BW             |
| Obere Au; Röder (Standort) | Bildstock                                 | Viereckiger Sockel und Postament in Säule übergehend mit vierseitigem Kreuztonnendach-Flachnischenaufsatz, Sandstein, 17. Jahrhundert, teilweise erneuert                                                                       | D-6-77-133-42 Wikidata | BW             |
| Schonderfeld (Standort)    | Prozessionsaltar                          | Stipes und Rundbogentabernakel über geschwungenen Seitenwangen und volkstümliches Reliefretabel Immaculata, Sandstein, Relief 18./19. Jahrhundert, Aufbau neu                                                                   | D-6-77-133-38 Wikidata | BW             |
| Schonderfeld 10 (Standort) | Bildstockfragmente                        | Frühes 18. Jahrhundert nicht nachqualifiziert, im Bayerischen Denkmal-Atlas nicht kartiert | D-6-77-133-39 Wikidata | BW             |
| Schonderfeld 12 (Standort) | Bauernhof, Traufseithof, Wohnhaus         | Zweigeschossiger traufständiger Satteldachbau mit Fachwerkobergeschoss und Durchfahrt, bezeichnet „1832“ | D-6-77-133-40 Wikidata | BW             |
| Schonderfeld 12 (Standort) | Bauernhof, Scheune                        | Bruchsteinbau mit verbrettertem Fachwerkgiebel und schmalem Zwerchdachanbau, erste Hälfte 19. Jahrhundert | D-6-77-133-40 Wikidata | BW             |
| Schonderfeld 18 (Standort) | Katholische Filialkirche Sankt Laurentius | Saalkirche mit eingezogenem Dreiseitchor und Satteldach sowie Blendgiebelfassade mit schwach vortretendem Turm mit Zwiebelhelm und Laterne, Putzmauerwerk mit Sandsteingliederungen, barock, bezeichnet „1748“; mit Ausstattung | D-6-77-133-36 Wikidata | weitere Bilder |

### Seewiese
| Lage                                               | Objekt           | Beschreibung | Akten-Nr.              | Bild |
| -------------------------------------------------- | ---------------- | --- | ---------------------- | ---- |
| Fischbach; am Waldweg oberhalb des Fischteiches () | Zwei Grenzsteine | Mit Julius-Echter-Wappen, um 1600 nicht nachqualifiziert, im Bayerischen Denkmal-Atlas nicht kartiert | D-6-77-133-45 Wikidata |      |
| Seewiesenstraße 1 (Standort)                       | Villa            | Zweigeschossiger Krüppelwalmdachbau mit Erkern und geschnitzten Balkonen sowie Turm mit Blendgiebeldach, Bruchsteinmauerwerk und Putzmauerwerk mit Sandsteingliederungen, Neurenaissance, Karl Buchner, 1886–87; mit Park | D-6-77-133-43 Wikidata | BW   |
| Seewiesenstraße 6 (Standort)                       | Villa            | Zweigeschossiger Walmdachbau mit Zwerch-Blendgiebeln sowie Turm und Erker mit Haubendächern über Rustikasockel, Putzmauerwerk mit Sandsteingliederung Neurenaissance, um 1890                                             | D-6-77-133-4 Wikidata  | BW   |

### Weickersgrüben
| Lage                   | Objekt                                           | Beschreibung | Akten-Nr.              | Bild           |
| ---------------------- | ------------------------------------------------ | --- | ---------------------- | -------------- |
| Roßmühle 4 (Standort)  | Mühle                                            | Zweigeschossiger verputzter Massivbau mit profilierten Sandsteinrahmungen und Satteldach, Renaissance, 1617 | D-6-77-133-47 Wikidata | BW             |
| Stadtweg 5 (Standort)  | Katholische Filialkirche St. Johannes der Täufer | Chorturmkirche mit asymmetrischem Satteldach, und Turm mit Pyramidenhelm, Putzmauerwerk mit Sandsteinrahmungen, Turm 16. Jahrhundert (Rest einer Befestigungsanlage), Langhaus 18. Jahrhundert, Erweiterung erste Hälfte 19. Jahrhundert; mit Ausstattung | D-6-77-133-46 Wikidata | weitere Bilder |
| Stadtweg 5 (Standort)  | Kirchhofmauer                                    | Bruchstein, wohl 18. Jahrhundert | D-6-77-133-46 Wikidata | BW             |
| Stadtweg 11 (Standort) | Ehemaliges Thüngensches Schloss                  | Im 18. Jahrhundert Wohngebäude für ansässige Judenfamilien, eingeschossiger verputzter Walmdachbau mit Sandsteinrahmungen, bezeichnet „1560“, Umbau um 1800                                                                                               | D-6-77-133-48 Wikidata | BW             |

### Wolfsmünster
| Lage                                                                                      | Objekt                                          | Beschreibung | Akten-Nr.              | Bild                   |
| ----------------------------------------------------------------------------------------- | ----------------------------------------------- | --- | ---------------------- | ---------------------- |
| Am Schloß 3 (Standort)                                                                    | Ehemalige Schule                                | Freistehender zweigeschossiger Halbwalmdachbau mit verputztem Fachwerkobergeschoss über Kellersockel, Erdgeschoss mit Sandsteinrahmungen und geschnitzter Haustür sowie Fensterläden, Biedermeier, erste Hälfte 19. Jahrhundert, im Kern 16. Jahrhundert, Erdgeschosserneuerung um 1900            | D-6-77-133-66 Wikidata | weitere Bilder         |
| Am Schloß 3 (Standort)                                                                    | Vorgarten mit Zauneinfriedung                   | Sandstein und Holz, erste Hälfte 19. Jahrhundert | D-6-77-133-66 Wikidata | BW                     |
| Am Schloß 5 (Standort)                                                                    | Ehemaliges Schloss der Freiherren von Thüngen   | Schloss, unregelmäßig agglomerierter Bau aus gegeneinander versetzt angeordneten zweigeschossigen Satteldachbauten, teilweise mit Treppengiebeln versehen sowie mit polygonalem Treppenturm und Tordurchfahrt, Putzmauerwerk mit Sandsteingliederung, Renaissance, bezeichnet 1584, im Kern älter  | D-6-77-133-67 Wikidata | weitere Bilder         |
| Am Schloß 5 (Standort)                                                                    | Schlossökonomie                                 | Zwei zweigeschossige Putzbauten mit Sandsteinrahmungen und Halbwalm- bzw. Satteldach sowie schmales Nebengebäude mit Satteldach, Renaissance, 16./17. Jahrhundert zum Teil die angrenzende ältere Kirchhofmauer mit einbeziehend                                                                   | D-6-77-133-67 Wikidata | weitere Bilder         |
| Am Schloß 5 (Standort)                                                                    | Hof- und Gartenmauer                            | Mit halbrunden Ecktürmen sowie rundbogigem Hoftor, 16./17. Jahrhundert | D-6-77-133-67 Wikidata | BW                     |
| Am Schloß 5 (Standort)                                                                    | Gartenummauerung                                | Mit Zaun und Rundbogenpforte, Bruchstein, 17. Jahrhundert | D-6-77-133-67 Wikidata | weitere Bilder         |
| Am Schloß 5 (Standort)                                                                    | Figur                                           | Sockelplatte mit liegendem Hirsch, wohl bemalter Sandstein, 18./19. Jahrhundert | D-6-77-133-67 Wikidata | BW                     |
| Am Schloß 6 (Standort)                                                                    | Wohnhaus                                        | Eingeschossiges Fachwerkhaus mit Satteldach über hohem Kellersockel in Ecklage, Kellertür bezeichnet „1812“ | D-6-77-133-52 Wikidata | weitere Bilder         |
| Am Schloß 10 (Standort)                                                                   | Wohnhaus                                        | Zweigeschossiger Satteldachbau mit Zierfachwerkobergeschoß über hohem Kellersockel mit Freitreppe, 18. Jahrhundert, Erdgeschoss 19. Jahrhundert | D-6-77-133-51 Wikidata | weitere Bilder         |
| Aspen (Standort)                                                                          | Bildstock                                       | Sockel mit Achteckpfeiler und Reliefaufsatz Pietà; Kreuzigungsgruppe, Sandstein, barock, bezeichnet „1744“ | D-6-77-133-1 Wikidata  | BW                     |
| Baugolfstraße 1 (Standort)                                                                | Gasthaus                                        | Zweigeschossiger verputzter Halbwalmdachbau mit Sandsteinrahmungen in Ecklage, bezeichnet „1832“ | D-6-77-133-63 Wikidata | BW                     |
| Baugolfstraße 4 (Standort)                                                                | Pforte                                          | Sandstein, bezeichnet „1803“ | D-6-77-133-62 Wikidata | BW                     |
| Baugolfstraße 10 (Standort)                                                               | Wohnhaus                                        | Zweigeschossiger Halbwalmdachbau mit verputztem Fachwerkobergeschoss in Ecklage, 1844 | D-6-77-133-59 Wikidata | BW                     |
| Baugolfstraße 10 (Standort)                                                               | Hausfigur                                       | Heiliger Sebastian, bemaltes Holz, 17. Jahrhundert | D-6-77-133-59 Wikidata | BW                     |
| Baugolfstraße 11 (Standort)                                                               | Ehemaliges Forstamt des Julius-Spitals Würzburg | Dann St.-Johannis-Kindererholungsheim und Pfarrheim, zweigeschossiger Krüppelwalmdachbau mit Fensterrahmen, frühes 19. Jahrhundert | D-6-77-133-99 Wikidata | BW                     |
| Baugolfstraße 11 (Standort)                                                               | Zweigeschossiger Anbau                          | Mit Saal, frühes 20. Jahrhundert, im Westen an die Kirchhofbefestigung und den zugehörigen südöstlichen Eckturm angebaut | D-6-77-133-99 Wikidata | Zweigeschossiger Anbau |
| Baugolfstraße 16 (Standort)                                                               | Prozessionsaltar                                | Gekehlte Altarplatte mit profiliertem Rundbogen-Tabernakel in Hauswand eingelassen, Sandstein, bezeichnet „1734“ | D-6-77-133-56 Wikidata | BW                     |
| Baugolfstraße 20 (Standort)                                                               | Wohnhaus                                        | Zurückliegendes eingeschossiges Fachwerkhaus mit Satteldach über Kellergeschoss mit Freitreppe und geschnitzter Laube, Ende 18. Jahrhundert Rieneck Sühnekreuz, mit runder Scheibe um den Kreuzmittelpunkt und Ritzzeichnung, Sandstein, spätmittelalterlich                                       | D-6-77-133-55 Wikidata | BW                     |
| Baumreihenweg vom Ströblich zum Steinernen Berg; Von Wolfsmünster nach Rieneck (Standort) | Sühnekreuz                                      | Mit runder Scheibeum den Kreuzmittelpunkt und Ritzzeichnung, Sandstein, spätmittelalterlich | D-6-77-133-71 Wikidata | BW                     |
| Brunnengasse; Heuberg (Standort)                                                          | Bildstock                                       | Inschriftsockel mit Postament und Pfeiler sowie kreuzbekröntem Reliefaufsatz Heilige Familie, Heiliger Erzengel Michael, Marienkrönung, Heilige Anna, Sandstein, barock, bezeichnet „1752“ | D-6-77-133-70 Wikidata | BW                     |
| Brunnenstraße (Standort)                                                                  | Mariensäule                                     | Geschweiftes Stufenpostament mit abgefastem Pfeiler und Figur der Immaculata, Sandstein und Metall, barocke Figur spätes 18. Jahrhundert, Pfeiler um 1850 | D-6-77-133-69 Wikidata | BW                     |
| Fränkische Saale; Langenstreich; St 2302 (Standort)                                       | Brücke                                          | Gekrümmt verlaufende Bogenbrücke mit Sandsteinbrüstung und drei erhaltenen Bögen, Sandstein, 18. Jahrhundert | D-6-77-133-68 Wikidata | weitere Bilder         |
| Fränkische Saale; Langenstreich; St 2302 (Standort)                                       | Sankt-Nepomuk-Statue                            | Stufensockel mit Nepomukfigur, Sandstein, barock, 1715, Sockel 19. Jahrhundert | D-6-77-133-68 Wikidata | BW                     |
| Kirchberg 8 (Standort)                                                                    | Haustür                                         | Erste Hälfte 19. Jahrhundert; nicht nachqualifiziert | D-6-77-133-64 Wikidata | BW                     |
| Kirchberg 9 (Standort)                                                                    | Katholische Pfarrkirche Sankt Wolfgang          | Saalkirche mit eingezogenem Dreiseitchor und Satteldach sowie Blendgiebelfassade, seitlicher Turm mit Spitzhelm und spitzbogigen Biforienfenstern, Putzmauerwerk mit Sandsteingliederungen, frühgotischer Turm zweite Hälfte 13. Jahrhundert, barockes Langhaus bezeichnet „1734“; mit Ausstattung | D-6-77-133-49 Wikidata | weitere Bilder         |
| Baugolfstraße 11 (Standort)                                                               | Kirchhofbefestigung                             | Befestigungsmauer und Rundturm mit Zeltdach und Schlüssellochscharte, bezeichnet „1601“, teilweise in angrenzenden Gebäuden verbaut | D-6-77-133-49 Wikidata | weitere Bilder         |
| Kugelfang 10 (Standort)                                                                   | Tür                                             | Rundbogentür zum Scheunenkeller, Sandstein, bezeichnet „1626“ und „1741“ | D-6-77-133-58 Wikidata | BW                     |
| Kühruh; etwa 4 km westlich des Ortes, bei der "Wolfsmünsterer Ruh" ()                     | Quelle                                          | Dreieckig gefasst, mit Abdeckplatte, bekannt seit dem 17. Jahrhundert nicht nachqualifiziert, im Bayerischen Denkmal-Atlas nicht kartiert | D-6-77-133-74 Wikidata |                        |
| Nähe Baugolfstraße; Unterer Trieb (Standort)                                              | Bildstock                                       | Tischsockel mit Postament und Säule sowie kreuzbekröntem Reliefaufsatz Kreuzigungsgruppe, Pietà, Sandstein, barock, bezeichnet „1750“, Sockel neu | D-6-77-133-72 Wikidata | BW                     |
| Nähe Trieb (Standort)                                                                     | Friedhof, Friedhofskreuz                        | Inschriftsockel mit Kruzifix, Sandstein, barock, bezeichnet „1739“ | D-6-77-133-50 Wikidata | BW                     |
| Nähe Trieb (Standort)                                                                     | Kreuzweg                                        | Um 1900 | D-6-77-133-50 Wikidata | BW                     |
| Neuscheuer (Standort)                                                                     | Ruine                                           | Reste von Bruchsteinmauerwerk, wohl mittelalterlich | D-6-77-133-73 Wikidata | BW                     |
| Trieb 6 (Standort)                                                                        | Wohnhaus                                        | Eingeschossiges verputztes Fachwerkhaus mit giebelständigem Satteldach über Kellersockel mit Freitreppe, 18. Jahrhundert | D-6-77-133-61          | BW                     |
| Trieb 6 (Standort)                                                                        | Nebengebäude                                    | Zweigeschossiger giebelständiger Krüppelwalmdachbau mit Fachwerkobergeschoss, um 1800 | D-6-77-133-61          | BW                     |
| Zur Mühle (Standort)                                                                      | Kreuz                                           | Inschriftsockel mit Schädel und Kruzifix, Sandstein, barock, bezeichnet „1768“ (Chronostichon) | D-6-77-133-54 Wikidata | BW                     |
| Zur Mühle 2 (Standort)                                                                    | Bildstock                                       | Vermauertes Fragment mit Voluten und Relief Kruzifix, Sandstein, 17. Jahrhundert | D-6-77-133-53 Wikidata | BW                     |

## Ehemalige Baudenkmäler
In diesem Abschnitt sind Objekte aufgeführt, die früher einmal in der Denkmalliste eingetragen waren, jetzt aber nicht mehr. Objekte, die in anderem Zusammenhang – also z. B. als Teil eines Baudenkmals – weiter eingetragen sind, sollen hier nicht aufgeführt werden. Aktennummern in diesem Abschnitt sind ehemalige, jetzt nicht mehr gültige Aktennummern.

| Lage                                     | Objekt                     | Beschreibung | Akten-Nr.              | Bild |
| ---------------------------------------- | -------------------------- | --- | ---------------------- | ---- |
| Gräfendorf Eidenbacher Weg 3 (Standort)  | Türsturz                   | bez. 1837 | D-6-77-133-16 Wikidata | BW   |
| Gräfendorf Neuer Weg 3 (Standort)        | Tür                        | Türrahmen mit Ziersprossenfenster im Oberlicht und geschnitzter Rahmenfüllungstür, Holz und Glas, gotisierend, 19. Jahrhundert | D-6-77-133-9 Wikidata  | BW   |
| Wolfsmünster Baugolfstraße 8 (Standort)  | Eingeschossiges Giebelhaus | Fachwerk verputzt, 18./19. Jahrhundert                                                                                         | D-6-77-133-60 Wikidata | BW   |
| Wolfsmünster Baugolfstraße 14 (Standort) | Eingeschossiges Giebelhaus | Mit Fachwerkgiebel und Krüppelwalm, 18./19. Jahrhundert                                                                        | D-6-77-133-57 Wikidata | BW   |